# Kepler-20

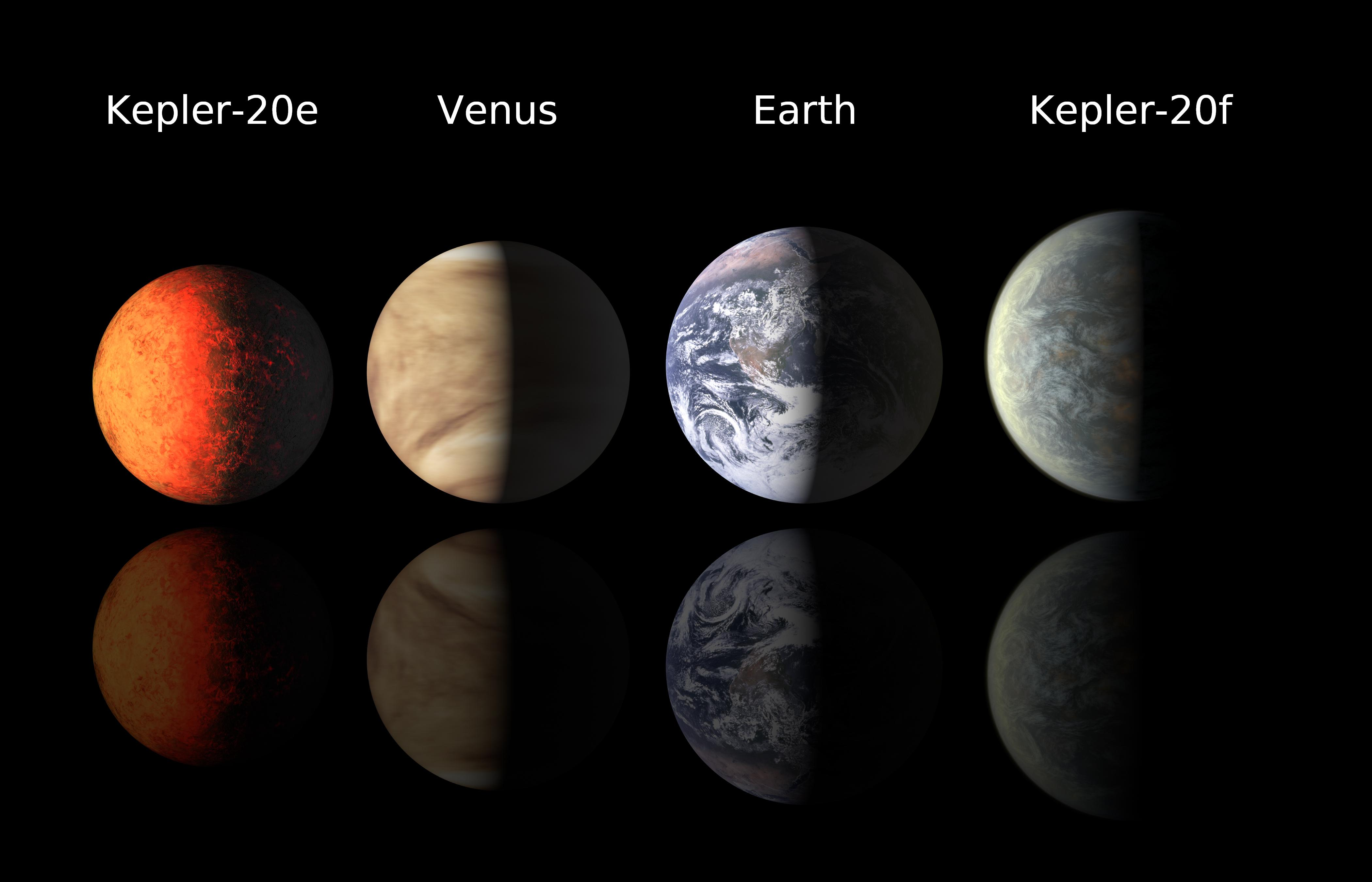
Kepler-20 планеты e и f в сравнении с Венерой и Землей.

Kepler-20 — звезда в созвездии Лиры. Находится на расстоянии около 945 световых лет от Солнца. Вокруг звезды обращаются, как минимум, пять планет, две из которых по размерам сопоставимы с Землёй.

## Характеристики
Звезда по своим характеристикам напоминает наше Солнце. Её масса и радиус равны 91 % и 94 % солнечных соответственно. Температура поверхности составляет около 5466 кельвинов, что сравнимо с температурой нашего дневного светила. Светимость звезды равна 85 % солнечной. Звезда получила наименование Kepler-20, поскольку у неё с помощью космического телескопа Кеплер были обнаружены планетарные компаньоны.

## Планетная система
В 2011 году группой астрономов, работающих в рамках программы Kepler, было объявлено об открытии пяти планет в данной системе. Открытие примечательно тем, что одна из них — Kepler-20 e — по размерам меньше нашей Земли. Её орбита располагается второй по счёту от родительской звезды, однако она находится очень близко к светилу, из-за чего её эффективная температура должна достигать около 1033 кельвинов, или 760 градусов Цельсия, что выше температуры поверхности Венеры и более, чем достаточно, чтобы расплавить стекло.
Другая планета системы, Kepler-20 f — по размерам чуть больше Земли. Несмотря на то, что она находится дальше от звезды, средняя температура её поверхности выше, чем у Меркурия.
| Планета | Масса (MJ)  | Радиус (RJ) | Радиус (RE) | Период обращения (дней) | Большая полуось орбиты(а.е.) | Эксцентриситет орбиты |
| ------- | ----------- | ----------- | ----------- | ----------------------- | ---------------------------- | --------------------- |
| b       | 0,027±0,007 | 0,17        | 1,91        | 3,6961219               | 0,04537±0,0006               | < 0,32                |
| c       | 0,051±0,01  | 0,27±0,02   | 3,07        | 10,854092               | 0,093±0,001                  | < 0,4                 |
| d       | 0,06        | 0,25        | 2,75        | 77,61185                | 0,3453±0,0046                | < 0,6                 |
| e       | 0,0097      | 0,08        | 0,87        | 6,098493                | 0,0507                       | -                     |
| f       | 0,045       | 0,09±0,01   | 1,03        | 19,57706                | 0,11                         | -                     |